# Caja de Depósitos e Inversiones de Quebec
| Tipo                | Corporación Estatal                                              |
| Industria           | Inversionista institucional                                      |
| Fundación           | 15 de julio de 1965                                              |
| Sede Central        | 65, rue Sainte-Anne, ciudad de Quebec, Quebec                    |
| Personas Claves     | Michael Sabia, presidente y director general                     |
| Total de Activos    | $308.3 mil millones de dólares canadienses (30 de junio de 2018) |
| Número de empleados | 864 (al 31 de diciembre de 2014)                                 |
| Sitio Web           | www.lacaisse.com                                                 |

La Caja de Depósitos e Inversiones de Quebec (Caisse de dépôt et placement du Québec (CDPQ) en idioma francés) es una inversionista institucional que administra diversos planes de pensión y programas de seguros públicos y para-públicos en la provincia canadiense de Quebec. Fue fundada en 1965 por un decreto de la Asamblea Nacional bajo el gobierno de Jean Lesage. Es el segundo fondo de pensiones más grande de Canadá, después del Plan de Pensiones de Canadá (en inglés Canada Pension Plan, CPP). Al 30 de junio de 2018, los activos netos administrados por CDPQ ascendían a $308.3 mil millones de dólares canadienses invertidos en Canadá y el resto del mundo. La sede principal de CDPQ se encuentra en la ciudad de Quebec en la torre Price y tiene su oficina principal de negocios se ubica en Montreal en el edificio Jacques-Parizeau.

## Historia

### Fundación y crecimiento
La Caisse de dépôt et placement du Québec se estableció el 15 de julio de 1965 mediante un decreto de la Asamblea Nacional de Quebec para administrar los fondos del Plan de Pensiones de Quebec, un plan de pensiones público también creado por el gobierno de Quebec. En los años siguientes, CDPQ recibió la administración de los fondos de otros planes de pensiones y seguros: el Plan complementario de pensiones para empleados de la industria de la construcción de Quebec (1970), el Plan de retiro de los empleados públicos y de gobierno (RREGOP) (1973), el Plan de pensiones de personal administrativo (PPMP) (1973) y el Fonds de la santé et de la sécurité du travail (1973).
CDPQ se centró inicialmente en los bonos antes de entrar en el mercado de valores canadiense en 1967. Posteriormente creó su cartera de capital privado (1971) y comenzó a invertir en las empresas de Quebec. Administra la cartera de capital más grande de Canadá desde 1974.
Entre 1975 y 1984, CDPQ adoptó nuevas directrices en materia de inversiones, poniendo énfasis en el capital e ingresando al mercado de bienes raíces. Adquirió su primer edificio de oficinas y sus primeras acciones cotizadas en bolsas extranjeras en 1983. En 1984, realizó su primera inversión de capital privado extranjero. En 1978, otro organismo gubernamental, Fonds d'assurance automobile du Québec, le confió a la Caisse el manejo de sus fondos.
En 1989, CDPQ adquirió los activos inmobiliarios de la cadena de supermercados Steinberg, los cuales consistían principalmente en centros comerciales, y diversificó su cartera inmobiliaria con inversiones en el extranjero. En 1994, la Caisse comenzó a administrar los fondos de otra institución de gobierno, concretamente, el Fondo de amortización de planes de retiro. El total de activos bajo su administración alcanzó los 28 mil millones de dólares canadienses en 1986.
En 1996, el grupo inmobiliario de la Caisse era el líder de Quebec y el segundo más grande de Canadá. Al año siguiente, los cambios legislativos le permitieron a la Caisse invertir un 70 % de su cartera en acciones, en comparación con el límite anterior establecido del 40%. Desde el año 2003, CDPQ ha recibido las mejores calificaciones de crédito a corto y a largo plazo, otorgadas por las mejores agencias de calificación de crédito: Moody's Investors Service (Moody's), Standard and Poor (S&P) y Dominion Bond Rating Service (DBRS).
En 2005 y 2006, la Caisse hizo sus primeras grandes adquisiciones de infraestructura con sus inversiones en aeropuertos extranjeros. Al año siguiente, adquirió junto con sus socios el Legacy Hotels Real Estate Investment Trust (REIT), propietario del prestigioso Château Frontenac en Quebec. En 2007, sus resultados posicionaron a CDPQ dentro de los grandes fondos de pensiones canadienses por cuarto año consecutivo.

### Pérdida de 40 mil millones en 2008
A raíz de la crisis financiera de 2008, durante la cual CDPQ perdió casi 40 mil millones de dólares canadienses en inversiones de títulos comerciales respaldados por activos, la Caisse implementó una serie de medidas a fin de maximizar la eficiencia, el enfoque en las competencias básicas y mejorar la gestión de riesgos para sostener su desempeño a largo plazo.
En julio de 2015, CDPQ reporta tener 32 depositantes y estar activa en Canadá y más mercados internacionales. CDPQ tiene una cartera diversificada que incluye títulos de renta fija, acciones en la bolsa, inversiones inmobiliarias y capitales privados. También funge como accionista en más de 4.000 empresas en Quebec, en Canadá y en todo el mundo, CDPQ es reconocida internacionalmente como una de las principales inversionistas institucionales.[4]

### Presidentes
- 1966-1973: Claude Prieur
- 1973-1980: Marcel Cazavan
- 1980-1990: Jean Campeau
- 1990-1995: Jean-Claude Delorme y Guy Savard
- 1995-2002: Jean-Claude Scraire
- 2002-2008: Henri-Paul Rousseau
- 2008-2009: Richard Guay
- 2009-: Michael Sabia

## Organización
La Junta Directiva de CDPQ puede tener hasta 15 miembros, de los cuales dos tercios deben ser independientes. Está integrada por el presidente y director general, representantes de los depositantes y miembros independientes. La Junta es responsable de establecer las orientaciones principales de CDPQ y garantizar que la Caisse funcione de acuerdo con todos los requisitos legislativos y reglamentarios. El cargo de presidente de la Junta Directiva está separado del cargo de presidente y director general.
El gobierno de Quebec designa a los miembros de la Junta Directiva, previa consulta con la Junta. La Junta Directiva de CDPQ ha definido un perfil de requisitos de conocimientos y experiencia para su directores independientes.[11]
El Comité ejecutivo se compone del presidente y director general y de los principales directivos de los varios sectores de CDPQ.

## Inversiones
El fondo por lo general hace entre 2 y 6 inversiones por año. Normalmente invierte en las siguientes rondas después de iNovia Capital, Real Ventures y VantagePoint Capital Partners.
Tipo
La cartera de CDPQ está dividida en cuatro clases de activos:[12]
- Ingresos fijos
  - Bonos
  - Deuda inmobiliaria
  - Inversiones a corto plazo
  - Bonos a Largo Plazo
- Inversiones sensibles a la inflación
  - Inmobiliario
  - Infraestructura
  - Bonos ajustados por inflación
- Acciones
  - Acciones de calidad mundial
  - Acciones canadienses
  - Acciones de mercados emergentes
  - Acciones estadounidenses
  - Acciones EAFE (Europa, Australasia y Oriente Lejano)
  - Capitales privados
- Otras inversiones

## Diversificación geográfica
Exposición geográfica de la cartera general, basada en el país donde está ubicada la residencia principal de la empresa o el emisor o, en el caso de bienes inmobiliarios, la ubicación geográfica de las propiedades:
| Región               | 2014  | 2013  |
| -------------------- | ----- | ----- |
| Canadá               | 52.6% | 53.4% |
| Estados Unidos       | 21.8% | 21.1% |
| Europa               | 14.1% | 14.0% |
| Economías emergentes | 6.7%  | 6.9%  |
| Otras Regiones       | 4.8%  | 4.6%  |
| Total                | 100%  | 100%  |

## Principales depositantes (clientes)
- Plan de Retiro de los Empleados Públicos y de Gobierno
- Régie des rentes du Québec
- Ministerio de Finanzas, Gobierno de Quebec
- Commission de la santé et de la sécurité du travail
- Société de l'assurance automobile du Québec